# 郑大章
郑大章（1891年—1960年），号彩庭，直隶静海人，冯玉祥西北军高级骑兵将领。

## 生平
1908年，从天津独流镇小学考取位于北京清河的陆军部第一中学堂。1911年夏，从陆军中学毕业后，到部队实习，称“入伍生”。1912年8月考取保定陆军军官学校第一期骑科。1914年12月毕业后入冯玉祥部历任排长、连长。1919年12月考取北京陆军大学六期。1922年12月陆大毕业后回冯玉祥部历任营长、团长。1926年任冯部骑兵第二旅旅长。1928年任第二集团军骑兵第一军军长。
1930年任第二方面军骑兵集团司令，参与中原大战，5月31日率千余骑兵奇袭中央军后方的归德机场，烧毁飞机12架，俘虏飞行员和地勤50余人并进攻附近的朱集车站。郑大章认为车站有重兵把守，干扰后自动离去。实际当时车站守军只有200余人，蒋介石就在此地。而且，当时蒋介石的指挥列车有车厢无车头，无法逃脱。郑大章的离去使蒋介石逃过一劫。:469
1931年中原大战战败后被编入29军。1933年随29军长城抗战。1936年升陆军中将。1937年任第二十九军骑兵第九师师长，辖骑兵两旅六团。参加七七事变。1938年任第1集团军骑兵第三军军长。
1940年投汪精卫政权，任军委委员。1940年7月任政务次长兼点编委员会委员长，赴河南商丘等地点编和平建国军各部。后任军训部常务次长，被周佛海保举位中央警卫师长。军训部常务次长，中央警卫师长。1942年8月任陆军部常务次长。1943年4月任军事参议院院长，9月任武官长、陆军一级上将。
抗战后，1945年9月在南京被逮捕，以汉奸罪判刑七年。共产党执政初期在北京闲居。1960年在北京病故。